# Еммануель Аг'єманг-Баду
Еммануе́ль Аг'єма́нг-Ба́ду (англ. Emmanuel Agyemang-Badu; нар. 2 грудня 1990 року, Берекум, Гана) — ганський футболіст, півзахисник китайського «Ціндао Хайню». Грав за національну збірну Гани.

## Клубна кар'єра
Народився 2 грудня 1990 року в місті Берекум. Вихованець футбольної школи місцевого клубу «Берекум Арсенал». У дорослому футболі дебютував 2006 року виступами за основну команду цього клубу, в якій провів два сезони, взявши участь у 19 матчах чемпіонату. 
Згодом з 2008 по 2010 рік грав на умовах оренди за «Асанте Котоко» та іспанський «Рекреатіво».
У січні 2010 року 19-річний ганець уклав контракт з італійським «Удінезе». Спочатку був резервним гравцем команди, а з сезону 2012/13 почав регуялрно отримувати місце у стартовому складі. Захищав кольори команди з Удіне протягом восьми з половиною років, з перервою на оренду до турецького «Бурсаспора» в сезоні 2017/18.
Влітку 2019 року перейшов до «Верони» на умовах оренди з подальшим обов'язковим викупом. У новій команді мав проблеми з потраплянням до складу, а 2 січня 2021 року розірвав контракт з клубом. 30 липня 2021 відновив ігрову кар'єру, ставши гравцем китайського «Ціндао Хайню».

## Виступи за збірні
Протягом 2007–2008 років залучався до складу молодіжної збірної Гани. На молодіжному рівні зіграв у 17 офіційних матчах, забив 6 голів.
2008 року дебютував в офіційних матчах у складі національної збірної Гани. За два роки поїхав на свій перший великий міжнародний турнір — Кубок африканських націй 2010 в Анголі, де разом з командою здобув «срібло». Згодом був основним гравцем ганської команди ще на чотирьох континентальних першостях — 2012, 2013, 2015 та 2017 років.
2014 року провів два матчі в рамках тогорічного чемпіонату світу.

## Статистика виступів

### Статистика клубних виступів
Станом на 29 липня 2020 року
| Сезон                       | Команда                     | Чемпіонат                   | Чемпіонат | Чемпіонат | Національний кубок | Національний кубок | Національний кубок | Континентальні кубки | Континентальні кубки | Континентальні кубки | Інші змагання | Інші змагання | Інші змагання | Усього | Усього |
| Сезон                       | Команда                     | Ліга                        | Ігор      | Голів     | Ліга               | Ігор               | Голів              | Ліга                 | Ігор                 | Голів                | Ліга          | Ігор          | Голів         | Ігор   | Голів  |
| --------------------------- | --------------------------- | --------------------------- | --------- | --------- | ------------------ | ------------------ | ------------------ | -------------------- | -------------------- | -------------------- | ------------- | ------------- | ------------- | ------ | ------ |
| 2006–07                     | «Берекум Арсенал»           | ПЛ                          | 0         | 0         | КГ                 | ?                  | ?                  | -                    | -                    | -                    | -             | -             | -             | 0      | 0      |
| 2007–08                     | «Берекум Арсенал»           | ПЛ                          | 19        | 7         | КГ                 | ?                  | ?                  | -                    | -                    | -                    | -             | -             | -             | 19     | 7      |
| Усього за «Берекум Арсенал» | Усього за «Берекум Арсенал» | Усього за «Берекум Арсенал» | 19        | 7         |                    |                    |                    |                      |                      |                      |               |               |               | 19     | 7      |
| 2008-січ. 2009              | «Асанте Котоко»             | ПЛ                          | 18        | 2         | КГ                 | 0                  | 0                  | -                    | -                    | -                    | -             | -             | -             | 18     | 2      |
| січ.-черв. 2009             | «Рекреатіво»                | ПД                          | 1         | 0         | КІ                 | 0                  | 0                  | -                    | -                    | -                    | -             | -             | -             | 1      | 0      |
| 2009–10                     | «Асанте Котоко»             | ПЛ                          | 0         | 0         | КГ                 | 0                  | 0                  | -                    | -                    | -                    | -             | -             | -             | 0      | 0      |
| Усього за «Асанте Котоко»   | Усього за «Асанте Котоко»   | Усього за «Асанте Котоко»   | 18        | 2         |                    |                    |                    |                      |                      |                      |               |               |               | 18     | 2      |
| січ.-черв. 2010             | «Удінезе»                   | A                           | 5         | 0         | КІ                 | 0                  | 0                  | -                    | -                    | -                    | -             | -             | -             | 5      | 0      |
| 2010–11                     | «Удінезе»                   | A                           | 8         | 0         | КІ                 | 3                  | 0                  | -                    | -                    | -                    | -             | -             | -             | 11     | 0      |
| 2011–12                     | «Удінезе»                   | A                           | 10        | 0         | КІ                 | 0                  | 0                  | ЛЧ+ЛЄ                | 2+6                  | 0+0                  | -             | -             | -             | 18     | 0      |
| 2012–13                     | «Удінезе»                   | A                           | 25        | 0         | КІ                 | 0                  | 0                  | ЛЧ+ЛЄ                | 2+5                  | 0+0                  | -             | -             | -             | 32     | 0      |
| 2013–14                     | «Удінезе»                   | A                           | 29        | 5         | КІ                 | 3                  | 0                  | ЛЄ                   | 0                    | 0                    | -             | -             | -             | 32     | 5      |
| 2014–15                     | «Удінезе»                   | A                           | 27        | 1         | КІ                 | 0                  | 0                  | -                    | -                    | -                    | -             | -             | -             | 27     | 1      |
| 2015–16                     | «Удінезе»                   | A                           | 33        | 4         | КІ                 | 1                  | 0                  | -                    | -                    | -                    | -             | -             | -             | 34     | 4      |
| 2016–17                     | «Удінезе»                   | A                           | 29        | 0         | КІ                 | 1                  | 0                  | -                    | -                    | -                    | -             | -             | -             | 30     | 0      |
| 2017–18                     | «Бурсаспор»                 | СЛ                          | 18        | 1         | КТ                 | 1                  | 0                  | -                    | -                    | -                    | -             | -             | -             | 19     | 1      |
| 2018–19                     | «Удінезе»                   | A                           | 4         | 0         | КІ                 | 0                  | 0                  | -                    | -                    | -                    | -             | -             | -             | 4      | 0      |
| Усього за «Удінезе»         | Усього за «Удінезе»         | Усього за «Удінезе»         | 170       | 10        |                    | 8                  | 0                  |                      | 15                   | 0                    |               | -             | -             | 193    | 10     |
| 2019–20                     | «Верона»                    | A                           | 10        | 0         | КІ                 | 0                  | 0                  | -                    | -                    | -                    | -             | -             | -             | 10     | 0      |
| Усього за кар'єру           | Усього за кар'єру           | Усього за кар'єру           | 236       | 20        |                    | 9                  | 0                  |                      | 15                   | 0                    |               | -             | -             | 260    | 20     |

### Статистика виступів за збірну
Станом на 24 травня 2019 року
| Дата       | Місто          | Господарі            | Результат               | Гості                | Турнір                                             | Голи | Примітки |
| ---------- | -------------- | -------------------- | ----------------------- | -------------------- | -------------------------------------------------- | ---- | -------- |
| 23-5-2008  | Сідней         | Австралія            | 1 – 0                   | Гана                 | товариський матч                                   | -    | 79'      |
| 8-6-2008   | Блумфонтейн    | Лесото               | 2 – 3                   | Гана                 | Відбір до ЧС 2010                                  | -    | 83'      |
| 15-10-2008 | Блумфонтейн    | ПАР                  | 2 – 1                   | Гана                 | товариський матч                                   | -    |          |
| 7-6-2009   | Бамако         | Малі                 | 0 – 2                   | Гана                 | Відбір до ЧС 2010                                  | -    | 17' 87'  |
| 15-11-2009 | Кумасі         | Гана                 | 2 – 2                   | Малі                 | Відбір до ЧС 2010                                  | -    | 82'      |
| 18-11-2009 | Луанда         | Ангола               | 0 – 0                   | Гана                 | товариський матч                                   | -    |          |
| 5-1-2010   | Манзіні        | Гана                 | 0 – 0                   | Малаві               | товариський матч                                   | -    | 46'      |
| 15-1-2010  | Кабінда        | Кот-д'Івуар          | 3 – 1                   | Гана                 | Кубок африканських націй 2010                      | -    |          |
| 19-1-2010  | Луанда         | Буркіна-Фасо         | 0 – 1                   | Гана                 | Кубок африканських націй 2010                      | -    | ЖК       |
| 24-1-2010  | Луанда         | Ангола               | 0 – 1                   | Гана                 | Кубок африканських націй 2010                      | -    |          |
| 28-1-2010  | Луанда         | Гана                 | 1 – 0                   | Нігерія              | Кубок африканських націй 2010                      | -    |          |
| 31-1-2010  | Луанда         | Гана                 | 0 – 1                   | Єгипет               | Кубок африканських націй 2010                      | -    |          |
| 3-3-2010   | Сараєво        | Боснія і Герцеговина | 2 – 1                   | Гана                 | товариський матч                                   | -    |          |
| 11-8-2010  | Йоганнесбург   | ПАР                  | 1 – 0                   | Гана                 | товариський матч                                   | -    |          |
| 5-9-2010   | Лобамба        | Есватіні             | 0 – 3                   | Гана                 | Відбір до Кубка африканських націй 2012            | -    | 65'      |
| 10-10-2010 | Кумасі         | Гана                 | 0 – 0                   | Судан                | Відбір до Кубка африканських націй 2012            | -    | 71'      |
| 17-11-2010 | Дубай (місто)  | Саудівська Аравія    | 0 – 0                   | Гана                 | товариський матч                                   | -    | 46'      |
| 8-2-2011   | Антверпен      | Гана                 | 4 – 1                   | Того                 | товариський матч                                   | -    |          |
| 27-3-2011  | Браззавіль     | Республіка Конго     | 0 – 3                   | Гана                 | Відбір до Кубка африканських націй 2012            | -    |          |
| 29-3-2011  | Лондон         | Англія               | 1 – 1                   | Гана                 | товариський матч                                   | -    |          |
| 3-6-2011   | Кумасі         | Гана                 | 3 – 1                   | Республіка Конго     | Відбір до Кубка африканських націй 2012            | 1    |          |
| 7-6-2011   | Чонджу         | Південна Корея       | 2 – 1                   | Гана                 | товариський матч                                   | -    | 88'      |
| 2-9-2011   | Аккра          | Гана                 | 2 – 0                   | Есватіні             | Відбір до Кубка африканських націй 2012            | 1    |          |
| 5-9-2011   | Лондон         | Бразилія             | 1 – 0                   | Гана                 | товариський матч                                   | -    | 78'      |
| 8-10-2011  | Омдурман       | Судан                | 0 – 2                   | Гана                 | Відбір до Кубка африканських націй 2012            | -    |          |
| 11-10-2011 | Вотфорд        | Гана                 | 0 – 0                   | Нігерія              | товариський матч                                   | -    | 54'      |
| 15-11-2011 | Сен-Ле-ла-Форе | Гана                 | 2 – 1                   | Габон                | товариський матч                                   | 1    |          |
| 24-1-2012  | Франсвіль      | Гана                 | 1 – 0                   | Ботсвана             | Кубок африканських націй 2012                      | -    |          |
| 28-1-2012  | Франсвіль      | Гана                 | 2 – 0                   | Малі                 | Кубок африканських націй 2012                      | -    |          |
| 1-2-2012   | Франсвіль      | Гана                 | 1 – 1                   | Гвінея               | Кубок африканських націй 2012                      | 1    |          |
| 5-2-2012   | Франсвіль      | Гана                 | 2 – 1 д.ч.              | Туніс                | Кубок африканських націй 2012                      | -    | 77'      |
| 1-6-2012   | Кумасі         | Гана                 | 7 – 0                   | Лесото               | Відбір до ЧС 2014                                  | -    |          |
| 9-6-2012   | Лусака         | Замбія               | 1 – 0                   | Гана                 | Відбір до ЧС 2014                                  | -    |          |
| 10-1-2013  | Абу-Дабі       | Гана                 | 3 – 0                   | Єгипет               | товариський матч                                   | 1    | 66'      |
| 13-1-2013  | Кумасі         | Гана                 | 4 – 2                   | Туніс                | товариський матч                                   | -    | 70'      |
| 20-1-2013  | Порт-Елізабет  | Гана                 | 2 – 2                   | Республіка Конго     | Кубок африканських націй 2013                      | 1    |          |
| 24-1-2013  | Порт-Елізабет  | Гана                 | 1 – 0                   | Малі                 | Кубок африканських націй 2013                      | -    |          |
| 28-1-2013  | Порт-Елізабет  | Нігер                | 0 – 3                   | Гана                 | Кубок африканських націй 2013                      | -    | 33'      |
| 2-2-2013   | Порт-Елізабет  | Гана                 | 2 – 0                   | Кабо-Верде           | Кубок африканських націй 2013                      | -    |          |
| 6-2-2013   | Мбомбела       | Буркіна-Фасо         | 1 – 1 д.ч. (4 – 3 п.п.) | Гана                 | Кубок африканських націй 2013                      | -    |          |
| 24-3-2013  | Кумасі         | Гана                 | 4 – 0                   | Судан                | Відбір до ЧС 2014                                  | 1    | 53'      |
| 7-6-2013   | Хартум         | Судан                | 1 – 3                   | Гана                 | Відбір до ЧС 2014                                  | -    | 71'      |
| 16-6-2013  | Масеру         | Лесото               | 0 – 2                   | Гана                 | Відбір до ЧС 2014                                  | -    | 60'      |
| 14-8-2013  | Стамбул        | Туреччина            | 2 – 2                   | Гана                 | товариський матч                                   | -    | 51'      |
| 6-9-2013   | Кумасі         | Гана                 | 2 – 1                   | Замбія               | Відбір до ЧС 2014                                  | -    | 80'      |
| 15-10-2013 | Кумасі         | Гана                 | 6 – 1                   | Єгипет               | Відбір до ЧС 2014                                  | -    | 83'      |
| 19-11-2013 | Каїр           | Єгипет               | 2 – 1                   | Гана                 | Відбір до ЧС 2014                                  | -    | 73'      |
| 5-3-2014   | Подгориця      | Чорногорія           | 1 – 0                   | Гана                 | товариський матч                                   | -    | 46'      |
| 10-6-2014  | Маямі          | Гана                 | 4 – 0                   | Південна Корея       | товариський матч                                   | -    | 59'      |
| 21-6-2014  | Форталеза      | Німеччина            | 2 – 2                   | Гана                 | ЧС 2014                                            | -    | 77'      |
| 26-6-2014  | Бразиліа       | Португалія           | 2 – 1                   | Гана                 | ЧС 2014                                            | -    |          |
| 10-9-2014  | Ломе           | Того                 | 2 – 3                   | Гана                 | Відбір до Кубка африканських націй 2015            | 1    | 83'      |
| 11-10-2014 | Касабланка     | Гвінея               | 1 – 1                   | Гана                 | Відбір до Кубка африканських націй 2015            | -    | 69'      |
| 15-10-2014 | Тамале (місто) | Гана                 | 3 – 1                   | Гвінея               | Відбір до Кубка африканських націй 2015            | 1    | 84'      |
| 15-11-2014 | Кампала        | Уганда               | 1 – 0                   | Гана                 | Відбір до Кубка африканських націй 2015            | -    |          |
| 19-11-2014 | Кумасі         | Гана                 | 3 – 1                   | Того                 | Відбір до Кубка африканських націй 2015            | 1    | 74'      |
| 19-1-2015  | Монгомо        | Гана                 | 1 – 2                   | Сенегал              | Кубок африканських націй 2015                      | -    |          |
| 23-1-2015  | Монгомо        | Гана                 | 1 – 0                   | Алжир                | Кубок африканських націй 2015                      | -    |          |
| 27-1-2015  | Монгомо        | ПАР                  | 1 – 2                   | Гана                 | Кубок африканських націй 2015                      | -    | 70'      |
| 5-2-2015   | Малабо         | Гана                 | 3 – 0                   | Екваторіальна Гвінея | Кубок африканських націй 2015                      | -    | 76'      |
| 8-2-2015   | Бата           | Кот-д'Івуар          | 0 – 0 д.ч. (9 – 8 п.п.) | Гана                 | Кубок африканських націй 2015                      | -    | 120'     |
| 31-3-2015  | Париж          | Гана                 | 1 – 1                   | Малі                 | товариський матч                                   | 1    |          |
| 28-6-2015  | Гавр           | Гана                 | 1 – 2                   | Сенегал              | товариський матч                                   | -    | 65'      |
| 14-6-2015  | Аккра          | Гана                 | 7 – 1                   | Маврикій             | Відбір до Кубка африканських націй 2017            | -    | 78'      |
| 13-10-2015 | Едмонтон       | Канада               | 1 – 1                   | Гана                 | товариський матч                                   | -    |          |
| 13-11-2015 | Мороні         | Коморські Острови    | 0 – 0                   | Гана                 | Відбір до ЧС 2018                                  | -    | 68'      |
| 17-11-2015 | Кумасі         | Гана                 | 2 – 0                   | Коморські Острови    | Відбір до ЧС 2018                                  | -    | 39'      |
| 27-6-2016  | Мапуту         | Мозамбік             | 0 – 0                   | Гана                 | Відбір до Кубка африканських націй 2017            | -    |          |
| 5-6-2016   | Маврикій       | Маврикій             | 0 – 2                   | Гана                 | Відбір до Кубка африканських націй 2017            | -    | 62'      |
| 3-9-2016   | Аккра          | Гана                 | 1 – 1                   | Руанда               | Відбір до Кубка африканських націй 2017            | -    |          |
| 6-9-2016   | Москва         | Росія                | 1 – 0                   | Гана                 | товариський матч                                   | -    | 63'      |
| 7-10-2016  | Тамале (місто) | Гана                 | 0 – 0                   | Уганда               | Відбір до ЧС 2018                                  | -    | 57'      |
| 13-11-2016 | Борг-Ель-Араб  | Єгипет               | 2 – 0                   | Гана                 | Відбір до ЧС 2018                                  | -    |          |
| 17-1-2017  | Порт-Жантіль   | Гана                 | 1 – 0                   | Уганда               | Кубок африканських націй 2017 - 1-й етап           | -    | 73'      |
| 21-1-2017  | Порт-Жантіль   | Гана                 | 1 – 0                   | Малі                 | Кубок африканських націй 2017 - 1-й етап           | -    | 82'      |
| 25-1-2017  | Порт-Жантіль   | Єгипет               | 1 – 0                   | Гана                 | Кубок африканських націй 2017 - 1-й етап           | -    | 80'      |
| 2-2-2017   | Франсвіль      | Камерун              | 2 – 0                   | Гана                 | Кубок африканських націй 2017 - півфінал           | -    | 86'      |
| 4-2-2017   | Порт-Жантіль   | Буркіна-Фасо         | 1 – 0                   | Гана                 | Кубок африканських націй 2017 - матч за 3-тє місце | -    |          |
| Усього     |                | Матчів (7 місце)     | 79                      |                      | Голів                                              | 11   |          |

## Досягнення
Молодіжна збірна Гани
- Чемпіон Африки (U-20): 2009
- Чемпіон світу (U-20): 2009

Збірна Гани
- Кубок африканських націй
  - Віце-чемпіон: 2010, 2015